# رامین عزیزوف
رامین عزیزوف (زاده ۸ فوریه ۱۹۸۸، در لنکران) یک تکواندوکار آذربایجانی است. وی در مسابقات انتخابی تکواندو المپیک جهانی در سال ۲۰۱۱ که در کشور خودش برگزار شد، مدال طلا گرفت و در وزن زیر ۸۰ کیلوگرم، جواز حضور در المپیک تابستانی ۲۰۱۲ را بدست آورد. او در المپیک تابستانی ۲۰۱۲ اولین مسابقه خود را برابر استیون لوپز با پیروزی به پایان برد، اما در مرحله یک چهارم نهایی مقابل مائورو سارمینتو شکست خورد.